# Comportamiento de lordosis
El comportamiento de lordosis, también conocido como lordosis mamífera (del griego lordōsis, de lordos «doblado hacia atrás») o presentación, es la postura corporal que ocurre de manera natural para mostrar receptividad sexual para la cópula, y se encuentra presente en la mayoría de mamíferos, incluyendo roedores, elefantes y gatos. Las principales características de este comportamiento incluyen un descenso de las extremidades anteriores pero con las extremidades posteriores extendidas y caderas levantadas, un arqueamiento ventral de la columna vertebral y una elevación o desplazamiento lateral de la cola. Durante la lordosis, la columna vertebral se curva de manera dorsoventral de manera que su vértice queda apuntando hacia el abdomen.

## Descripción
La lordosis es una acción refleja que hace que muchas hembras mamíferas no primates adopten una posición corporal que con frecuencia es crucial para la conducta reproductiva. La postura mueve la inclinación pélvica en una dirección anterior, con la pelvis posterior elevándose, la parte inferior inclinándose hacia atrás y la parte frontal inclinada hacia abajo. La lordosis facilita la cópula en tanto eleva las caderas, lo que facilita la penetración por parte del pene. Este reflejo se observa comúnmente en hembras mamíferas durante el estro (estar «en celo»). La lordosis ocurre durante la cópula misma, así como, en algunas especies, como los gatos domésticos, durante el comportamiento precopulatorio.

## Neurobiología
El arco reflejo de la lordosis está conectado directamente con la médula espinal, al nivel de las vértebras lumbares y sacras (L1, L2, L5, L6 y S1). En el cerebro, varias regiones modulan el reflejo de lordosis. Los núcleos vestibulares y el cerebelo, por medio del tracto vestibular, envían información que posibilita coordinar el reflejo de lordosis con el equilibrio postural. De mayor importancia, el hipotálamo ventromedial envía proyecciones que inhiben el reflejo a nivel espinal, de manera que no se mantenga activo en todo momento. Las hormonas sexuales controlan la reproducción y coordinan la actividad sexual con el estado fisiológico. De manera esquemática, en la temporada de reproducción, y cuando hay un óvulo disponible, hormonas (particularmente estrógeno) inducen simultáneamente la ovulación y el estro (celo). Bajo la acción del estrógeno en el hipotálamo, el reflejo de lordosis se desinhibe. La hembra queda entonces lista para la cópula y la fecundación.
Cuando un macho mamífero monta a la hembra, estímulos táctiles en los flancos, el perineo y la grupa de la hembra se transmiten por medio de los nervios sensoriales en la médula espinal. En la médula espinal y en la parte inferior del tronco de encéfalo, se integran con la información que proviene del cerebro y luego, en general, se transmite un impulso nervioso a los músculos por medio de los nervios motores. La contracción de los músculos longísimo y transversoespinales provoca el arqueamiento ventral de la columna vertebral.

## Regulación hormonal y cerebral
La conducta sexual está optimizada para la reproducción, y el hipotálamo es el área cerebral clave que regula y coordina los aspectos fisiológicos y comportamentales de la reproducción. La mayoría del tiempo, el núcleo ventromedial del hipotálamo (NVM) inhibe la lordosis, pero cuando las condiciones ambientales son favorables y la hembra está en estro, el estradiol, una hormona estrógeno, induce la receptividad sexual por parte de las neuronas en el núcleo ventromedial, la sustancia gris periacueductal y otras áreas del cerebro. El hipotálamo ventromedial envía impulsos a lo largo de axones que hacen sinapsis con neuronas en la sustancia gris periacueductal. Éstas transmiten un impulso a las neuronas en la formación reticular medular que se proyectan por el tracto reticuloespinal y hacen sinapsis con los circuitos neurobiológicos del reflejo de lordosis en la médula espinal (L1-L6). Tales procesos neurobiológicos inducidos por el estradiol posibilitan que los estímulos táctiles desencadenen la lordosis.
Los mecanismos regulatorios de este reflejo de lordosis dependiente de estrógenos han sido identificados por medio de diferentes tipos de experimentos. Cuando se lesiona el NVM, la lordosis desaparece, lo que sugiere la importancia de tal estructura cerebral en la regulación de la lordosis. Con respecto a las hormonas, las exhibiciones de lordosis pueden verse afectadas por la ovariectomía, inyecciones de benzoato de estradiol y progesterona, o exposición al estrés durante la pubertad. Específicamente, el estrés puede suprimir el eje hipotálamo-hipofisiario-gonadal (HPG) y, por lo tanto, disminuir las concentraciones de hormonas gonadales. En consecuencia, tales reducciones en la exposición a hormonas gonadales alrededor de la pubertad pueden resultar en disminuciones en el comportamiento sexual en la edad adulta, incluyendo exhibiciones de lordosis.

## En seres humanos
El comportamiento de lordosis es no-funcional en seres humanos, si bien se pueden observar posiciones similares a la lordosis en mujeres durante el sexo en posiciones sexuales que involucran penetración desde atrás.
En un estudio de 2017, empleando modelos 3D y tecnología de seguimiento ocular, se demostró que el ligero movimiento de empuje de las caderas de una mujer influye en cuán atractiva es percibida por otros y capta la mirada tanto de hombres como de mujeres. Los autores argumentan que «si bien las hembras humanas no exhiben una postura reflexiva de lordosis y la receptividad no es pasiva ni obligatoria para ellas, una manifestación de curvatura lumbar podría servir como un remanente vestigial de la señal comunicativa de proceptividad/receptividad entre hombres y mujeres». Previamente, la antropóloga Helen Fisher especuló también que cuando una hembra humana usa zapatos de tacón alto, sus nalgas sobresalen y su espalda se arquea en una pose que simula el comportamiento de lordosis, razón por la cual los tacones altos se consideran «sexy». Con todo, evidencia reciente ha extendido el efecto de la postura de lordosis más allá de una postura de pie y en tacones, en tanto indica una señal de receptividad sexual en otras posturas en mujeres, como en posturas a cuatro patas o supinas (acostadas boca arriba, con las rodillas recogidas). De acuerdo con esta investigación, es posible que las mujeres perciban la espalda arqueda de otras mujeres como una señal de receptividad sexual y la perciben como una amenaza para sus relaciones.